# Альбрехт фон Ґрефе
Фрі́дріх Вільге́льм Ернст А́льбрехт фон Ґре́фе (нім. Friedrich Wilhelm Ernst Albrecht von Graefe; 22 травня 1828, Брісков-Фінкенгерд — 20 липня 1870, Берлін) — німецький хірург-офтальмолог, приват-доцент Університету Фрідріха Вільгельма, один із засновників офтальмології, як окремого напрямку медицини.

## Походження

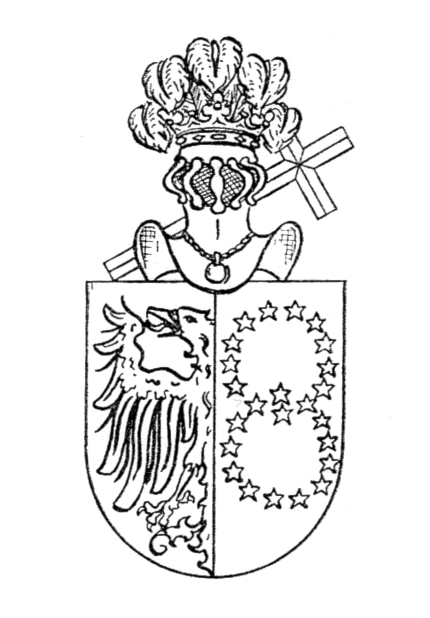
Герб родини Ґрефе (1826)

Альбрехт фон Ґрефе народився 22 травня 1828 року. Був сином пруського шляхтича з 1826 року, королівського медичного таємного радника й хірурга генерал-штаб-доктора пруської армії Карла Фердинанда фон Ґрефе (1787—1840) та його дружини Августи фон Альтен (1797—1857). Хрещеними батьками Альбрехта фон Ґрефе були пруський король Фрідріх-Вільгельм III та його молодший син, принц Альбрехт Прусський.
Батько Альбрехта був повним професором медицини та хірургії, з 1811 року директором-засновником хірургічної клініки Шаріте Берлінського університету Фрідріха Вільгельма. Карл фон Ґрефе ратував за виділення науки про очні хвороби в окрему галузь медицини, з 1811 року він запровадив курс про очні хвороби в програму медичної підготовки в Берлінському університеті. Очевидно під впливом батька Альбрехт посвятив себе медицині, зокрема офтальмології.

## Освіта
Після закінчення престижної французької гімназії в Берліні, в якій навчання велося французькою мовою, Альбрехт фон Ґрефе в 1843 році вступив на медичний факультет Берлінського університету Фрідріха Вільгельма, який очолював знаменитий фізіолог Йоганн Петер Мюллер. В університеті він вивчав математику, хімію, фізику, філософію, медицину та анатомію. У період навчання фон Ґрефе на факультеті викладали такі відомі вчені як Йоганн Петер Мюллер, Йоганн Лукас Шенлейн, Еміль Дюбуа-Реймон, Генріх Розе, Фрідріх Шлемм.
Курс офтальмології читав представник натурфілософської школи Йоганн Христіан Юнгкен, який все ще дотримувався застарілої позиції про те, що офтальмологію не варто відокремлювати від хірургії й її повинні викладати фахівці з хірургії.Такий підхід не сприяв виникненню у студентів живої зацікавленості наукою про очні хвороби.
1847 року Альбрехт фон Ґрефе захистив в універитеті дипломну роботу De bromo ejusque praesipuis praeparatis («Про бром та його дію»), яку виконав під керівництвом Мюллера, і здобув ступінь доктора медицини. Після захисту фон Ґрефе поїхав у наукову подорож європейським континентом. Упродовж двох з половиною років він подорожував Європою, навчаючись і працюючи з найвідомішими офтальмологами того часу. У Празі восени 1848 року працював асистентом лікаря в клініці очних хвороб відомого доктора Фердинанда фон Арльта, під впливом якого вирішив присвятити себе офтальмології і якого пізніше називав своїм першим учителем у галузі офтальмології. Побував Ґрефе і в Парижі, де вперше в 1747 році Жак Дювіель провів операцію з видалення катаракти.
Там він вивчав експериментальну фізіологію з Клодом Бернаром (1813–1878) і працював з ним над численними фізіологічними проблемами, включаючи функцію екстраокулярних м’язів і зорових нервів; учився у французьких офтальмологів Фредеріка Жюля Сішеля (1802–1868) та Луї-Огюста Демарра (1810–1882), двох найвидатніших офтальмохірургів свого часу. Між 1849 і 1850 роками переїхав до Відня, щоб працювати з відомим німецьким офтальмологом Фрідріхом Єгером, на якого справив добре враження своїми медичними знаннями та працьовитістю. У той час щойно була прийнята реформа медичних факультетів, яка надала професорам університетів велику автономію. Професор Єгер віддав своїх пацієнтів у розпорядження Ґрефе і дозволив йому навчати деяких своїх студентів. У липні 1850 року фон Ґрефе знову побував у Празі, де провів 2 тижні в клініці фон Арльта, вдосконалюючи свої навички в хірургії катаракти. Після Праги поїхав до Англії, де у Глазго й у Лондоні познайомився з передовим досвідом у лікуванні очних хвороб англійських офтальмологів Вільяма Боумена та Джорджа Крітчетта. У Лондоні Альбрехт фон Ґрефе заприятелював з Вільямом Боуменом та нідерландським доктором Франциском Дондерсом, який 1851 року відвідував в Лондоні Всесвітню виставку. Ця зустріч започаткувала їх довголітню приязнь, скріплену спільним науковим інтересом до офтальмології.

## Професійна діяльність
1852 року Альбрехт фон Ґрефе повернувся до Берліна, де в тому ж році отримав габілітацію з хірургії та офтальмології і розпочав приватну практику. 1855 року він відкрив приватну очну клініку, яка з невеликого приміщення з часом розрослася до триповерхової очної лікарні на 120 ліжок і яка стала першою офтальмологічною клінікою в Німеччині. Невдовзі клініка набула європейської слави не тільки як лікувальний заклад, але й як центр наукових досліджень в офтальмології.
У 24 роки Альбрехт фон Ґрефе отримав звання ординарного професора хірургії та очних хвороб. А після захисту докторської дисертації «Про рух очей» йому було надано звання приват-доцента Берлінського університету Фрідріха Вільгельма. З 1866 року він працював професором Берлінського університету, а з 1868 року був призначений директором офтальмологічного відділу університетської клініки Шаріте.
Звичайний робочий день професора Ґрефе був насичений і регламентований: обхід хворих у клініці, консультації, амбулаторний прийом, наукові дослідження та лекції в університеті. Останні викликали захоплення й мали незмінну популярність завдяки великій ерудиції професора, найвищому професіоналізму, повчальним історіям з медичної практики. Доступність і простота у спілкуванні, уважність та повага до співрозмовника викликали велику пошану до фон Ґрефе з боку студентів та пацієнтів. До нього зверталися пацієнти усіх соціальних верств, часто з інших країн; бідних пацієнтів він лікував безоплатно.

### Медичні досягнення

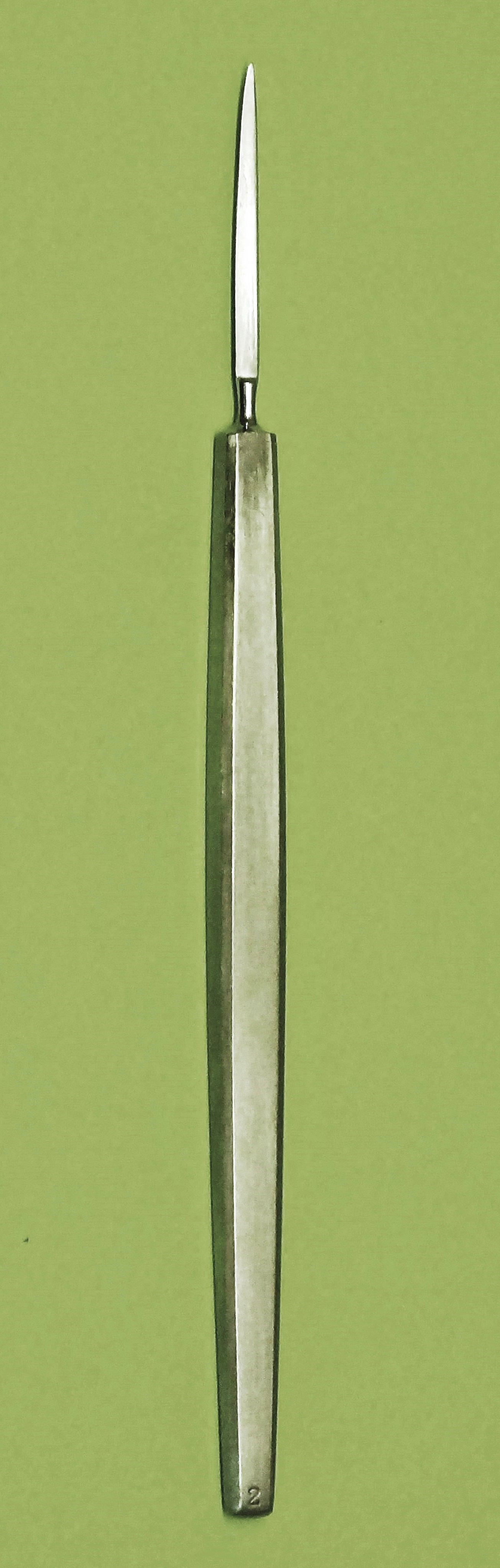
Ніж Ґрефе для операції з видалення катаракти

Альбрехта фон Ґрефе вважають засновником сучасної офтальмології за той визначний внесок, який він зробив у офтальмологічну науку.
Своїми дослідженнями він встановив взаємозв'язок захворювань очей з внутрішніми або неврологічними захворюваннями такими як цукровий діабет, захворювання нирок чи внутрішньочерепний тиск. Фон Ґрефе був піонером у використанні в офтальмології створеного Германом Гельмгольцом у 1851 році офтальмоскопа. Він так сказав про винахід офтальмоскопа:
|  | "Helmholtz hat uns eine neue Welt eröffnet"("Гельмгольц відкрив для нас новий світ"). |

Завдяки застосуванню офтальмоскопа Гельмгольца Ґрефе створив діагностику захворювань очного дна (судинної оболонки, сітківки, зорового нерва), що забезпечило точнішу ідентифікацію причин ослаблення зору. Уперше в світовій практиці він описав симптоми емболії артерії сітківки (1858), набряку диска зорового нерва (1860), ознаки невриту зорового нерва, сифілітичні та туберкульозні зміни очного дна (1867—1868).
1862 року винайшов один із перших тонометрів для вимірювання внутрішньоочного тиску.
1864 році він описав патологічну ознаку при хворобі Грейвса-Базедова (затримка повік), яку було названо на його честь симптомом Ґрефе. 1866 року фон Ґрефе опублікував перший докладний опис симпатичної офтальмії (симпатичне запалення). Трохи пізніше фон Ґрефе докладно зафіксував симптоми паралічу очних м'язів та хронічної прогресуючої зовнішньої офтальмоплегії (1868), й одночасно намітив шляхи медикаментозного лікування цих тяжких захворювань; описав поєднання пігментного ретиніту та перцептивної глухоти при синдромі Ашера,; досяг особливого успіху в лікуванні косоокості; описав кератит, який пізніше був названий герпетологічним; одну з робіт присвятив цистицеркозу ока — ураженню очей цистицерками — та їх хірургічному видаленню.
Та всесвітню славу Альбрехту фон Ґрефе принесли два відкриття. До середини XIX століття однією з невирішених проблем в офтальмології була глаукома. 1857 року він запропонував для лікування глаукоми операцію іридектомії (висічення частини райдужної оболонки), представлену в доповіді «Про природу та лікування глаукоми іридектомією» на Міжнародному офтальмологічному конгресі в Брюсселі. Іридектомія виявилася єдиним на той час способом зниження внутрішньоочного тиску та попередження сліпоти від глаукоми в багатьох хворих.
Другим видатним досягненням фон Ґрефе стало удосконалення техніки операції видалення катаракти (1859 р.) способом периферичної лінеарної екстракції катаракти. Для цієї операції він винайшов і використовував вузький ніж, названий ножем Ґрефе. Операція за методом Ґрефе давала хороші візуальні та косметичні результати й застосовувалася в офтальмології майже сто років.
Крім наукових досліджень Альбрехт фон Ґрефе прославився хірургічною майстерністю. Так, зокрема, він виконав щонайменше 10 000 операцій з видалення катаракти. Усього за 19 років професійної діяльності він надав офтальмологічну допомогу понад 100 тис. пацієнтів..
Іменем Ґрефе названо багато медичних термінів:
- операція Ґрефе з видалення катаракти;
- операція Ґрефе — іридектомія при глаукомі;
- симптом Ґрефе (Graefe sign) при хворобі Грейвса (Graefe disease) — відставання верхньої повіки при зміні погляду вгору на погляд вниз (при обертанні очного яблука вниз);
- псевдо-симптом Ґрефе (pseudo-Graefe phenomenon) — подібне відставання верхньої повіки при русі очей вниз зумовлене вродженою параміотонією;
- очне дзеркало Ґрефе (Graefe eye speculum);
- ніж Ґрефе для катаракти (Graefe cataract knife);
- ніж Ґрефе (Graefe knife) для розрізу рогівки;
- пінцет Ґрефе (Graefe forceps);
- тканинний пінцет Ґрефе (Von Graefe Tissue Forceps)[28];
- ірисовий пінцент Ґрефе (Graefe iris forceps) для райдужної оболонки ока[29];
- електрокаутер фон Ґрефе (von Graefe electrocautery);
- гачок для косоокості фон Ґрефе (von Graefe strabismus hook)[30].

Дуже важливим внеском Альбрехта фон Ґрефе в розвиток офтальмології стало заснування ним у 1854 році першого офтальмологічного часопису Archiv für Ophthalmologie, який він редагував спільно з нідерландським фізіологом і офтальмологом Франциском Дондерсом та австрійським офтальмологом Фердинандом фон Арльтом. У першому номері часопису 400 із 480 сторінок написав він сам, деякі статті мали характер монографій. До публікації 16 тому він написав 2500 сторінок. Після смерті вченого часопису присвоїли його ім'я — Albrecht von Graefes Archiv fur Ophthalmologie. У наш час його видає Springer під назвою Graefe's Archive for Clinical and Experimental Ophthalmology.

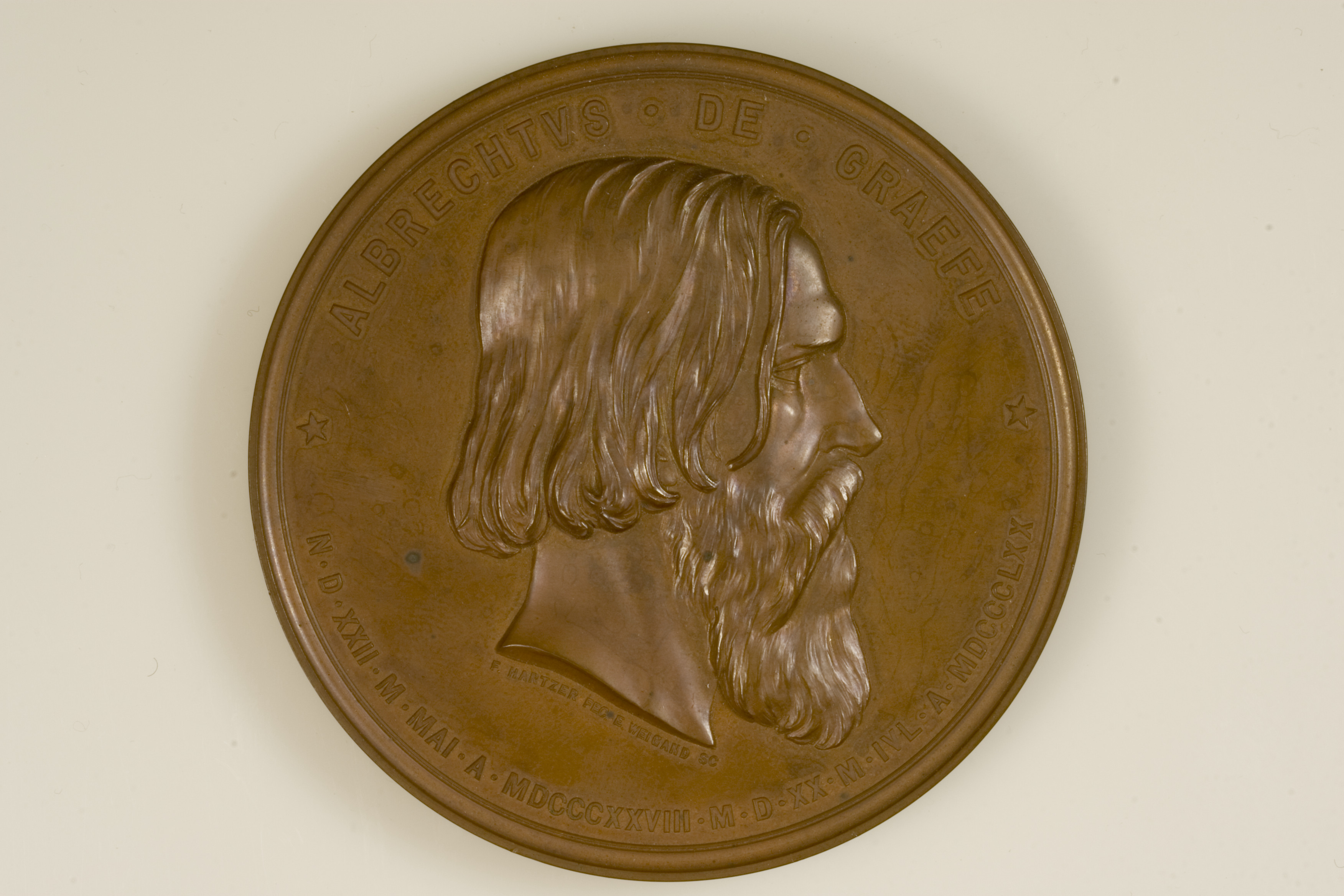
Аверс медалі Ґрефе

Саме А. фон Ґрефе став ініціатором створення першого наукового об'єднання офтальмологів — Гейдельберзького офтальмологічного товариства.
У 1857 році в Гайдельберзі відбувся перший конгрес «Офтальмологічного товариства Гейдельберга» (в 1920 році перейменованого на Deutsche Ophthalmologische Gesellschaft). Це найстаріше наукове офтальмологічне товариство в світі, основним напрямком діяльності якого є подальший розвиток та популяризація офтальмології. 1874 року товариство встановило найвищу нагороду за особливі досягнення в галузі офтальмології — наукову медаль Ґрефе в пам'ять про свого засновника. Першим лауреатом цієї нагороди став Герман Гельмгольц, якому цю медаль 9 серпня 1886 року урочисто вручив у Гейдельберзі від імені Товариства Франциск Дондерс.
За прикладом Гайдельберзького товариства подібні офтальмологічні товариства засновувалися по всій Європі, зокрема і в Російській імперії. Багато офтальмологів приїзджали на стажування в клініку Альбрехта фон Ґрефе, щоб підвищити свою кваліфікацію. Зокрема, у нього стажувалися офтальмологи, які працювали на території України: Гіршман Леонард Леопольдович, Макс-Емануїл Мандельштам, Олександр Іванов. Його наукові та практичні напрацювання в галузі офтальмології використовували в своїй діяльності Андрій Васильович Ходін, Олександр Федорович Шимановський, Володимир Петрович Філатов, які творили українську школу офтальмології.

### Наукові друзі
Альбрехт фон Ґрефе мав багато медичних колег. Та найсильніша приязнь, підсилена спільними науковими інтересами — офтальмологією — пов'язувала його з Вільямом Боуменом і Франциском Дондерсом. Ці три визнані в Європі офтальмологи становили знане тріо наукових друзів.

Тріо наукових друзів
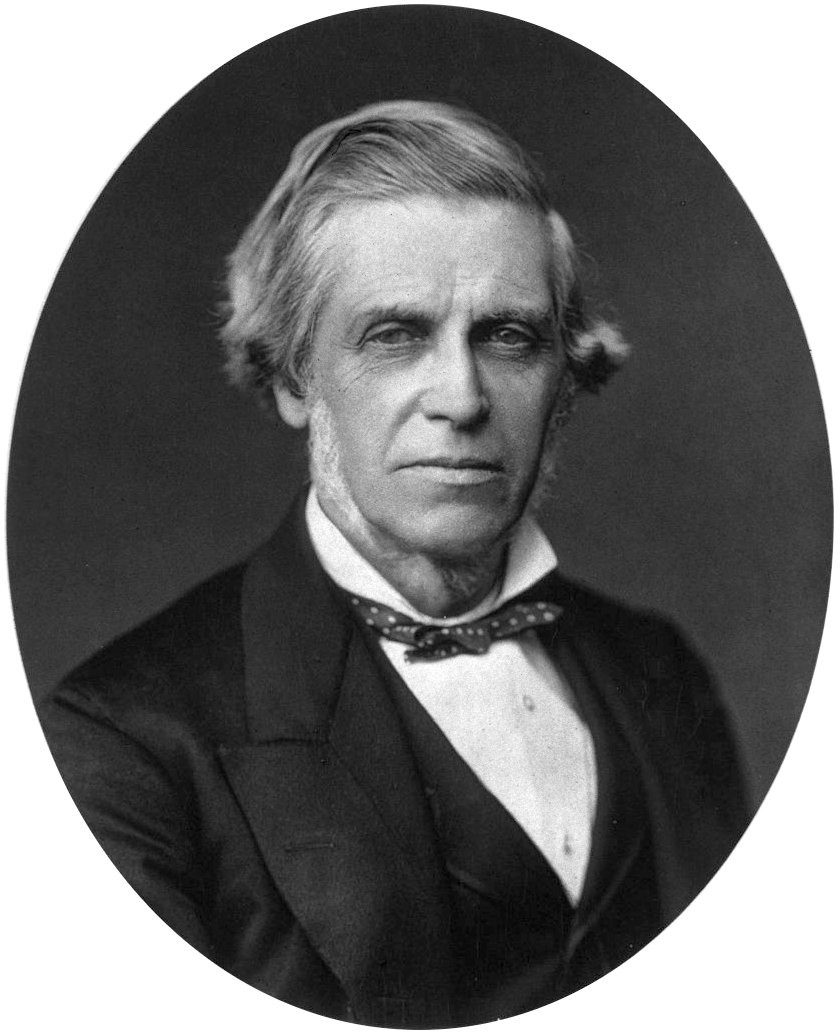
Вільям Боумен
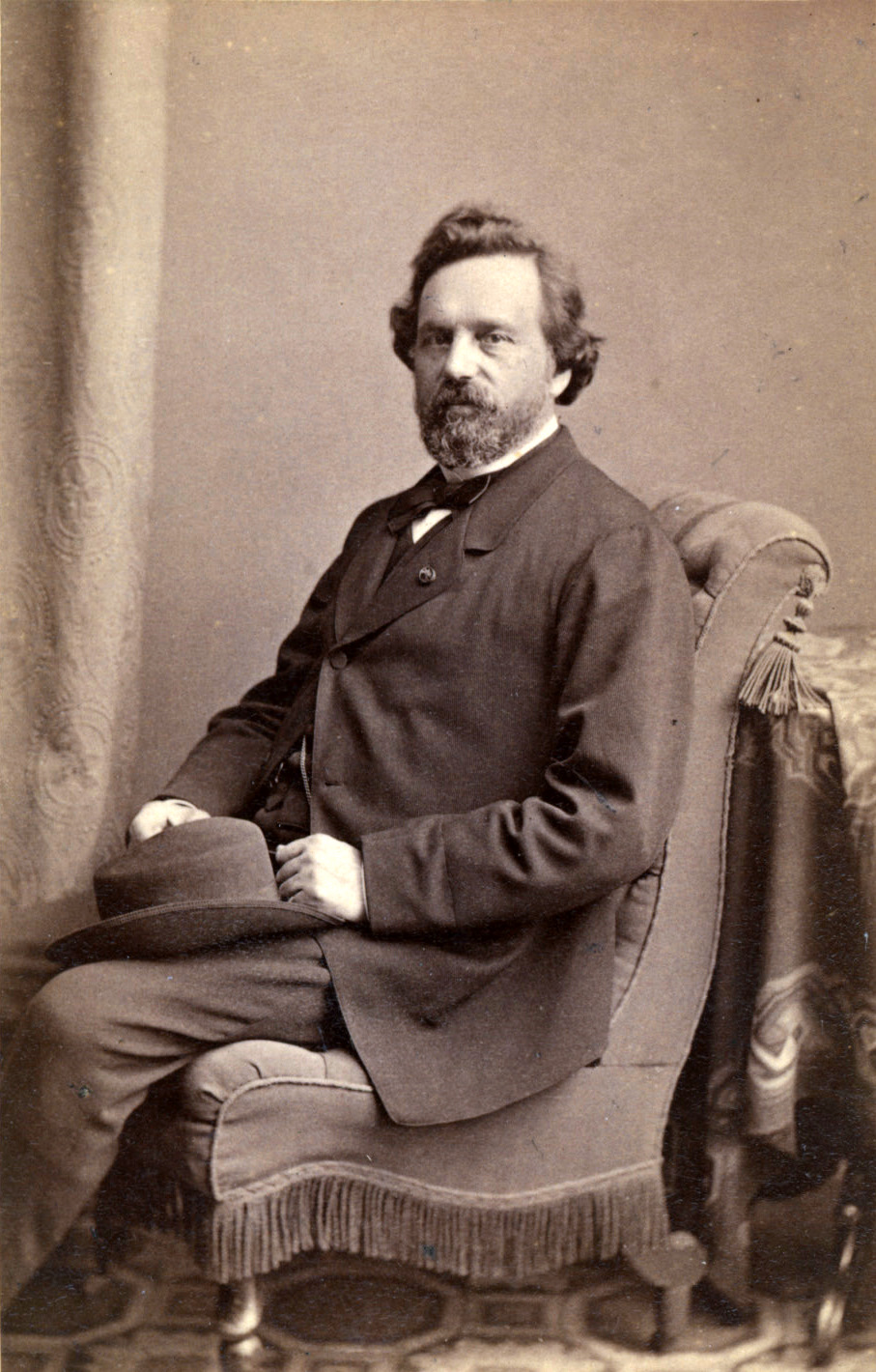
Франциск Дондерс
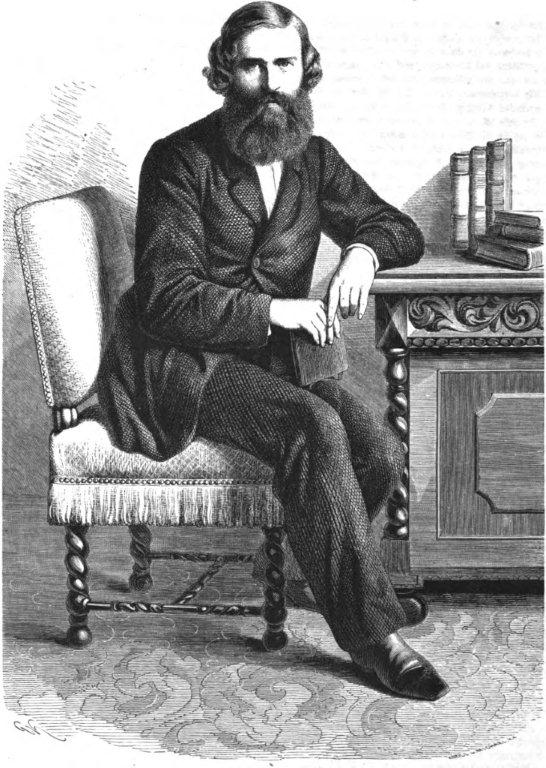
Альбрехт фон Ґрефе

### Вибрані публікації Альбрехта фон Ґрефе
Наведені основні публікації:
- De bromo ejusque praeparatis.Дисертація, 1847.
- Über die Wirkung der Augenmuskeln. Габілітація, 1852.
- Beiträge zur Physiologie und Pathologie der Schiefen Augenmuskel. Archiv für Ophthalmologie. Том I, 1854.
- Über Doppelsehen nach Schieloperationen und Incongruenz der Netzhäute. Archiv für Ophthalmologie. Том I, 1854.
- Über die diphterische Conjunctivitis und die Anwendung des Causticum bei acuten Entzündungen. Archiv für Ophthalmologie. Том I, 1854.
- Notiz über die Behandlung der Mydriasis. Archiv für Ophthalmologie, 1854—1855; 1, 1 Abt.: 351—419.
- Vorläufige Notiz über das Wesen des Glaucoms. Archiv für Ophthalmologie, 1854—1855, 1, 1 Abt.: 371—382.
- Ueber die Coremorphosis als Mittel gegen chronische Iritis und Iridochorioiditis. Archiv für Ophthalmologie, 1855-56, 2, 2 Abt.: 202—257.
- Exceptionelles Verhalten des Gesichtsfeldes bei Pigmententartung der Netzhaut. Archiv für Ophthalmologie, 1858, 4: 250—253.
- Ueber Complication von Sehnervenentzündung mit Gehirnkrankheiten. Archiv für Ophthalmologie, 1860, 7, 2 Abt: 58-71.
- Über Basedow'sche Krankheit. Deutsche Klinik, Berlin, 1864, 16: 158—159.
- Ueber modifizierte Linearextraction. Archiv für Ophthalmologie, 1865, 11, 3 Abt.: 1-106. Archiv für Ophthalmologie, 1866; 12. 1 Abt.: 150—223.

Archiv für Ophthalmologie, 1868; 14, 3 Abt.: 106—148.
- Zur Lehre der sympathischen Ophthalmie. Archiv für Ophthalmologie, 1866, 12, 2 Abt: 149—174.
- Symptomenlehre der Augenmuskellähmungen. Berlin, H. Peters, 1867.
- Sehen und Sehorgan. Serie: Sammlung gemeinverständlicher wissenschaftlicher Vortrage, published by Rudolf Virchow (1821—1902) and Franz von Holtzendorff (1829—1889). 2. Serie, Heft 27. Berlin, 1867. 48 ст.
- Ueber Ceratoconus. Berliner klinische Wochenschrift, 1868, 5: 241—244, 249—254.
- Demonstration in der Berliner medizinische Gesellschaft vom 2.9.1866. Berliner klinische Wochenschrift, 1868, 5: 127.

## Родина
7 червня 1862 року Альбрехт фон Ґрефе одружився з графинею Анною Кнут (*15 березня 1842, Фредеріксборґ, Данія — † 22 березня 1872, Ніцца, Франція) в протестантській церкві Спасителя поблизу села Сакроу біля Потсдама. Анна Кнут була донькою данського королівського камергера і префекта графа Ганса Шака Кнут-Конрадсборга і Фредерікке де Ловенерн. У пари народилося п'ятеро дітей, двоє з яких померли маленькими:
- Анна Фредеріка Августа (1863 — 1939);
- Оттілі Ванда Блінда (5 січня 1865 — 20 серпня 1865);
- Ольга (18 червня 1866 — 11 листопада 1949);
- Карл Альбрехт (1868—1933);
- Ернст Макс (2 липня 1869 — 13 липня 1869).

Внучка подружжя — Бліда Гейнольд фон Ґрефе (1905—1999) — німецька письменниця, журналістка та художниця.

## Останні роки життя

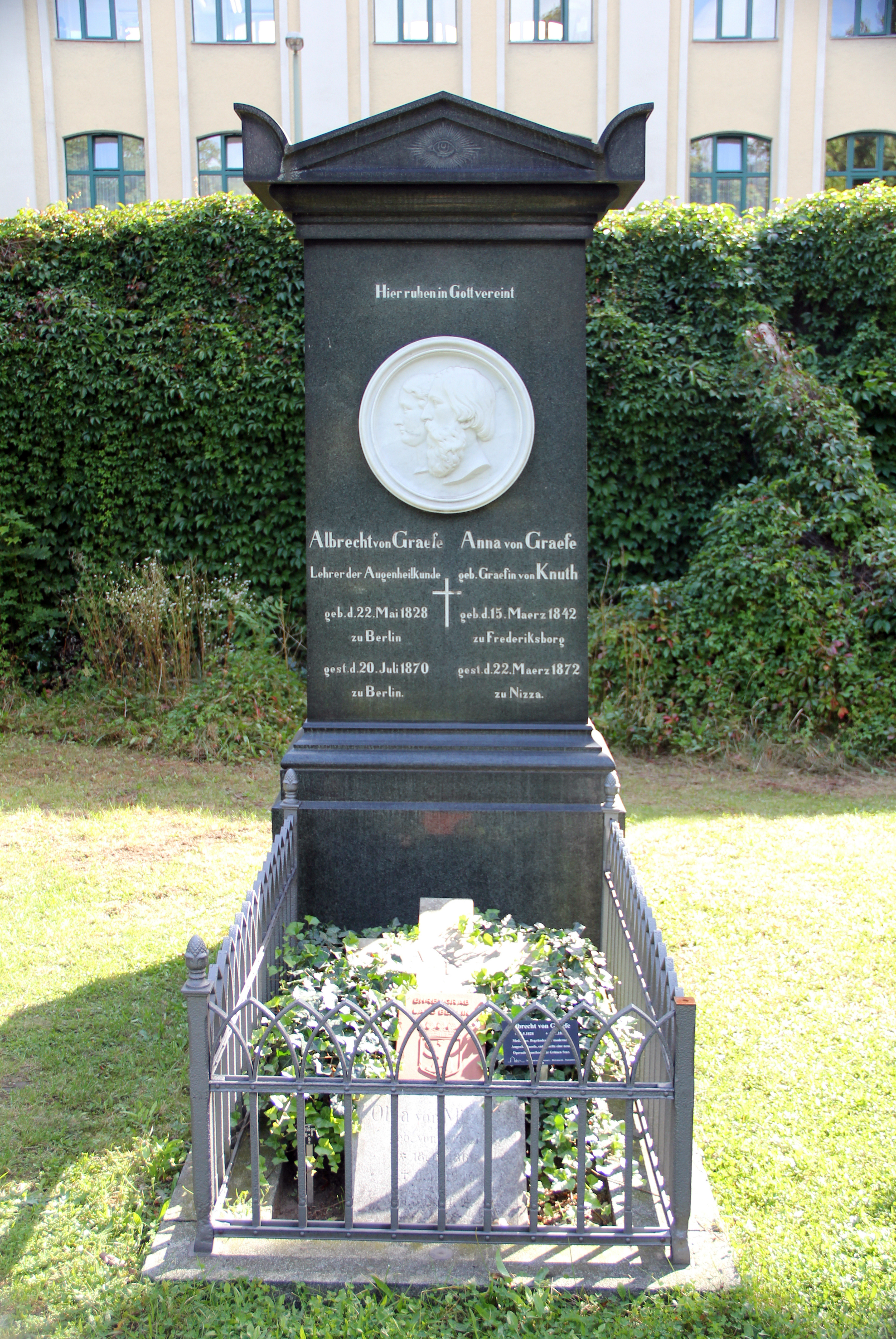
Надгробок на могилі подружжя Ґрефе

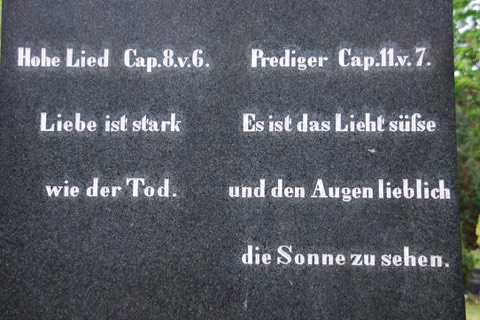
Напис на зворотному боці надгробку Ґрефе

1861 року під час подорожі до Баден-Бадена Альберт фон Ґрефе важко захворів. Лікарі поставили невтішний діагноз: плеврит туберкульозного походження. Величезна напруга сил, невпинна наукова робота та тривалі напади хвороби підірвали його здоров'я. Навіть коли він перебував на відпочинку в Швейцарії, його і там чекали пацієнти, яким він не міг відмовити в допомозі.
Альбрехт фон Ґрефе помер від туберкульозу легенів у Берліні в 1870 році у віці лише 42 років. Він був похований на цвинтарі II Ново-Єрусалимської парафії біля могил його батьків і діда з боку матері. Поруч з ним похована його дружина Анна, яка померла через два роки після нього.
Надгробком служить темна стела з трикутним фронтоном, яка стоїть на гранітній основі. На передній частині стели є мармуровий рельєф тондо, на якому зображений профіль подружжя Ґрефе, роботи скульптора Бернхарда Афінгера з 1874 року. На зворотному боці стели два вірші з Біблії: «Любов сильна, як смерть» (Пісня пісень, 8:6) і «Світло солодке, і добре очам бачити сонце» (Екклезіаст 11:7).

## Визнання
1858 року Ґрефе був обраний членом Леопольдини — німецької академії наук, пізніше — іноземним членом Шведської королівської академії наук (1870) та Бельгійської королівської академії медицини. На визнання заслуг його ім'я поміщене в галереї слави й піонерів офтальмологів американського Товариства хірургії катаракти та рефракційної хірургії
(ASCRS — American Society of Cataract and Refractive Surgery).
Вдячні співвітчизники бережуть пам'ять про видатного лікаря й вченого. Уже в 1875 році, лише п'ять років по смерті Альфреда фон Ґрефе, в районі Берліна Кройцберг в його честь була названа вулиця Graefestrasse. А через 12 років у сквері перед берлінською клінікою Шаріте з ініціативи Берлінського медичного товариства та на пожертвування, які надійшли з усього світу, був встановлений величний пам'ятник за проєктом Мартіна Гропіуса та Гейно Шмідена. На барельєфах зліва від центральної бронзової фігури вченого-офтальмолога (скульптор Рудольф Леопольд Зімерінґ) зображені пацієнти, які втратили зір, а справа — зцілені й щасливі люди. У загальну концепцію монумента гармонійно вписуються висічені на постаменті рядки з «Вільгельма Телля» Ф.Шіллера ліворуч «Чудовий дар небесний — світло для очей; усі істоти живуть від світла», праворуч — «Кожна істота щаслива, навіть рослина радісно повертається до світла!». Цей пам'ятник у Берліні став першим пам'ятником на честь науковця. Пошкоджений під час воєнних дій, пам'ятник був відновлений після завершення Другої світової війни. З вересня 2015 року школі на вулиці імені Ґрефе в Берліні-Кройцберзі присвоєне ім'я вченого. В аудиторії Берлінського університету Фрідріха Вільгельма в 1873 році було встановлене мармурове погруддя Альбрехта фон Ґрефе (скульптор Олександр Гіллі), а в очній клініці Університету Георга-Августа в Геттінгені — бронзовий бюст.
Місцем народження Ґрефе була вілла Фінкенгерд у Берліні-Тіргартені, побудована в 1824 році за проєктом пруського архітектора Карла Фрідріха Шінкеля. 1943 року вона стала жертвою бомбардувань в Другій світовій війні. На її місці в 1970 році з нагоди сотої річниці смерті Альбрехта фон Ґрефе встановлено пам'ятну стелу німецького скульптора Едзарда Гоббінгза. Напис на лицевій стороні стели: ALBRECHT VON GRAEFE — DEM GENIALEN ARZT UND WEGBEREITER DER AUGENHEILKUNDE (Альбрехт фон Ґрефе — геніальний лікар і піонер офтальмології). Напис на зворотному боці стели: Hier stand der Finkenheerd das geburtshaus Albrecht von Graefes (geb. 22 mai 1828 — gest. 20 Juli 1870) zum 100 Todestage errichtet von den deutschen augenӓrzten (Тут стояв Фінкенхеерд, де народився Альбрехт фон Грефе (народився 22 травня 1828 — помер 20 липня 1870). Спорудженно на кошти німецьких офтальмологів до 100-річчя його смерті).. 1978 року пошти ФРН і НДР випустили в обіг поштові марки присвячені пам'яті Альбрехта фон Ґрефе.

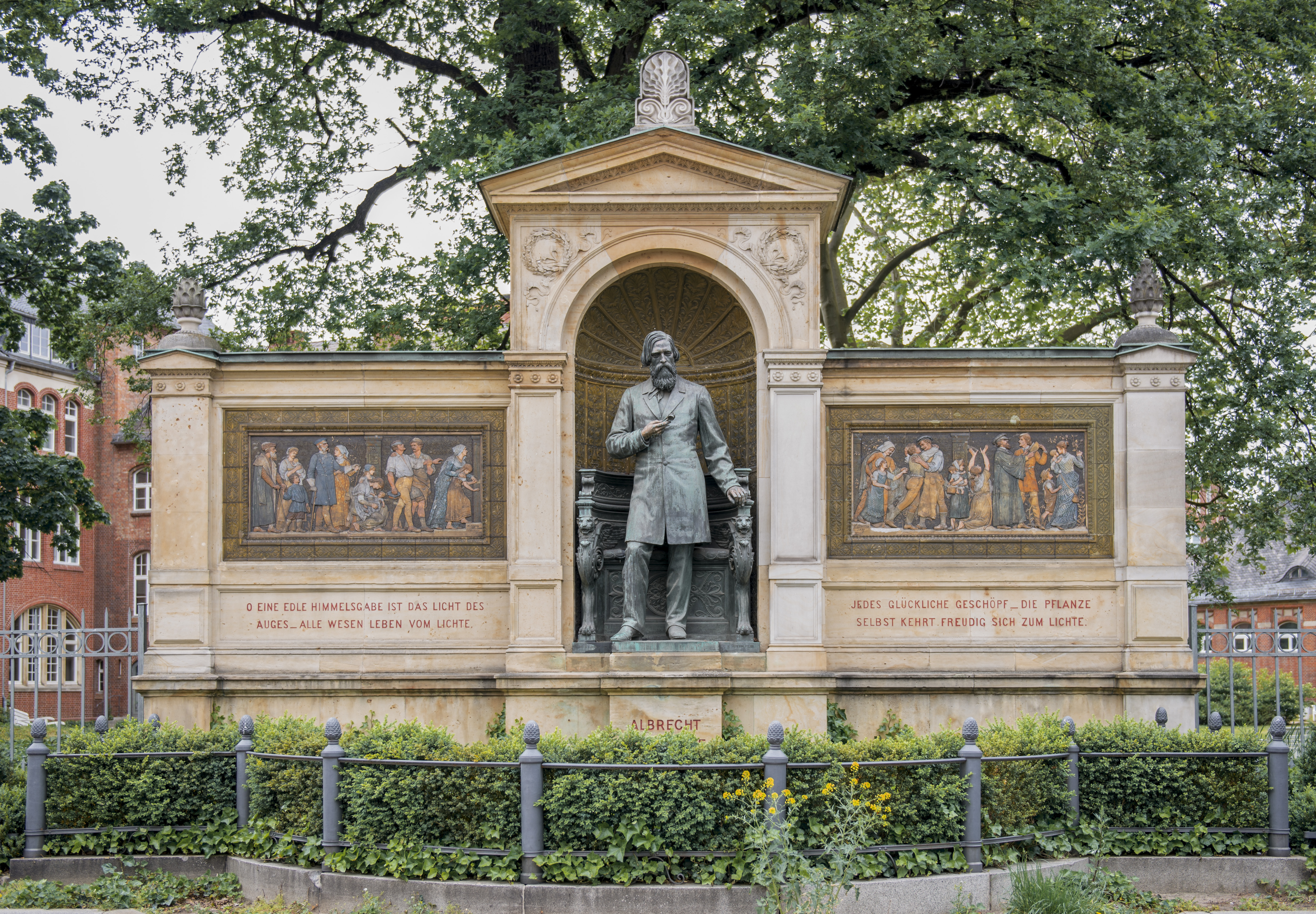
Пам'ятник Альбрехта фон Ґрефе в сквері перед Шаріте (1882)
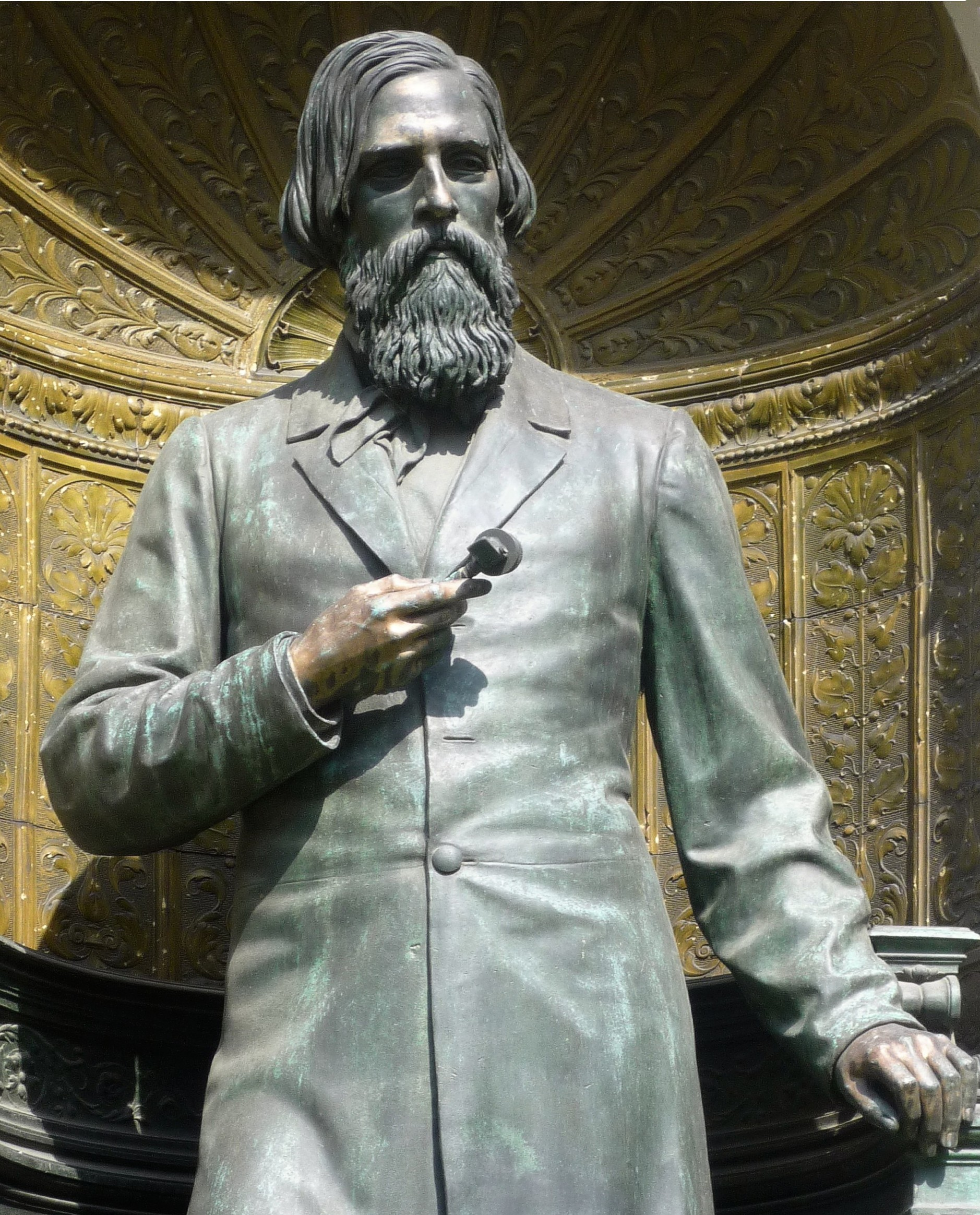
Деталь пам'ятника (бронзова фігура вченого)
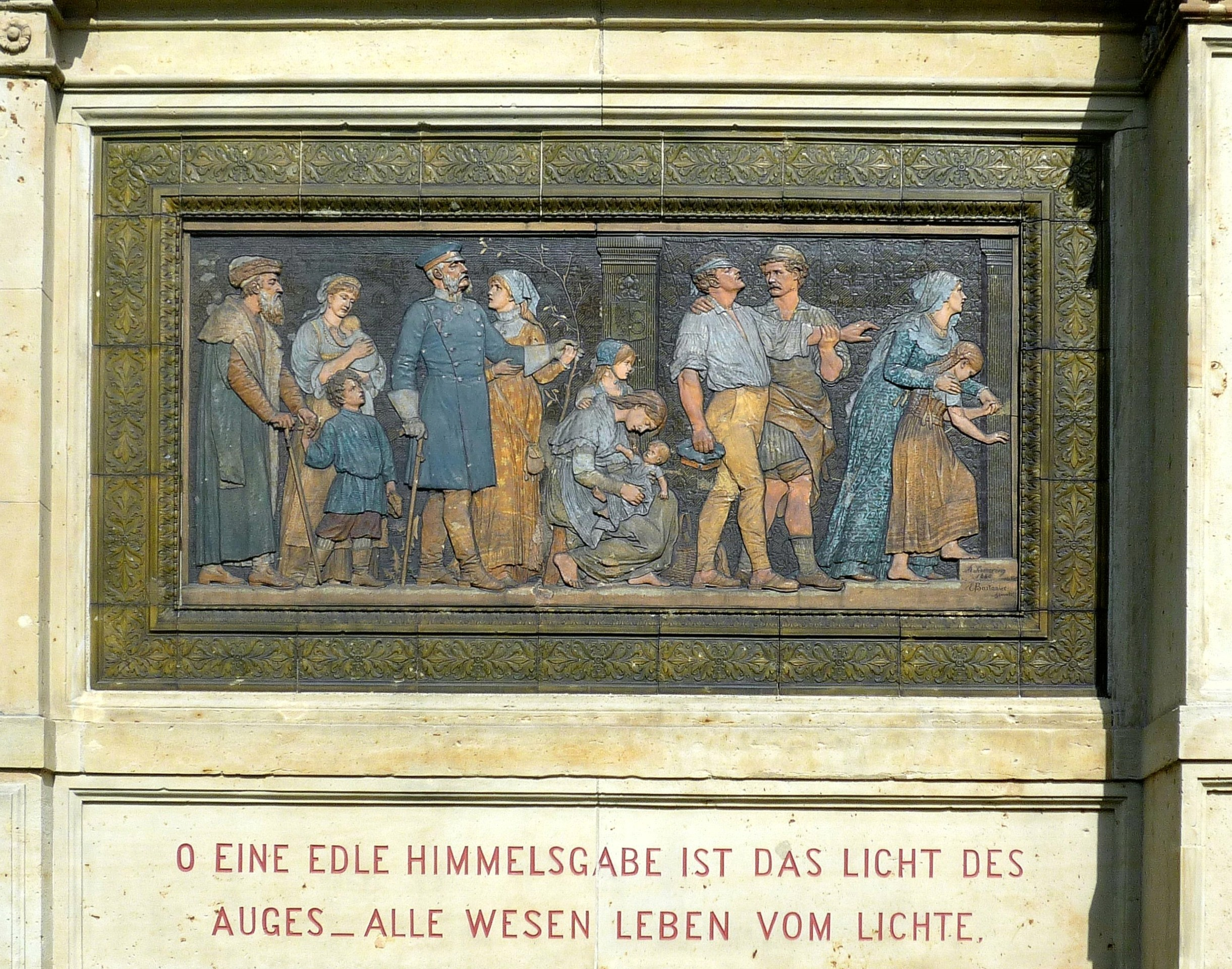
Деталь пам'ятника (лівий барельєф з надписом)
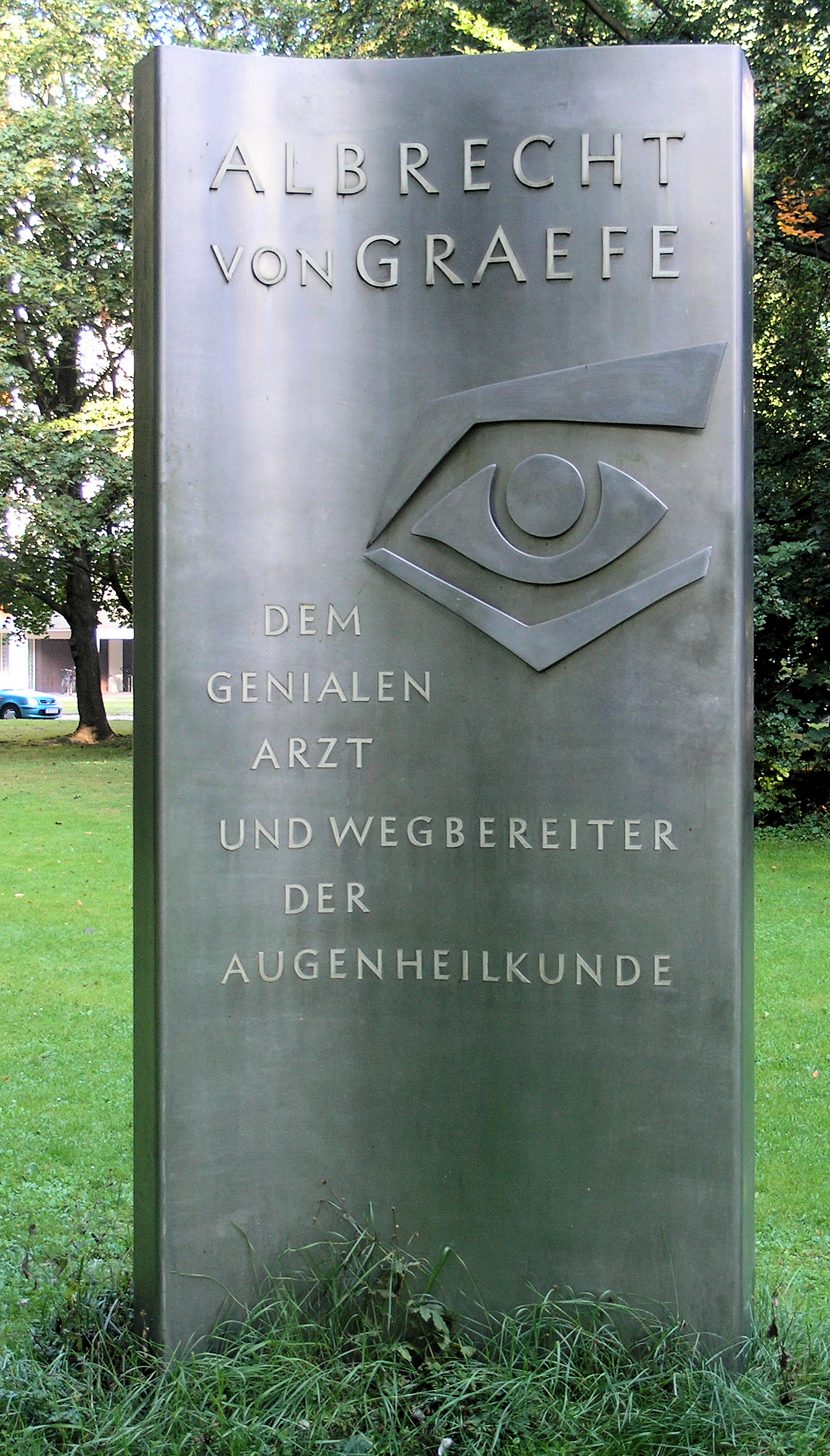
Меморіал до 100-річчя з дати смерті Альбрехта фон Ґрефе, скульптор Едзард Гоббінґ
Поштова марка ФРН, 1978
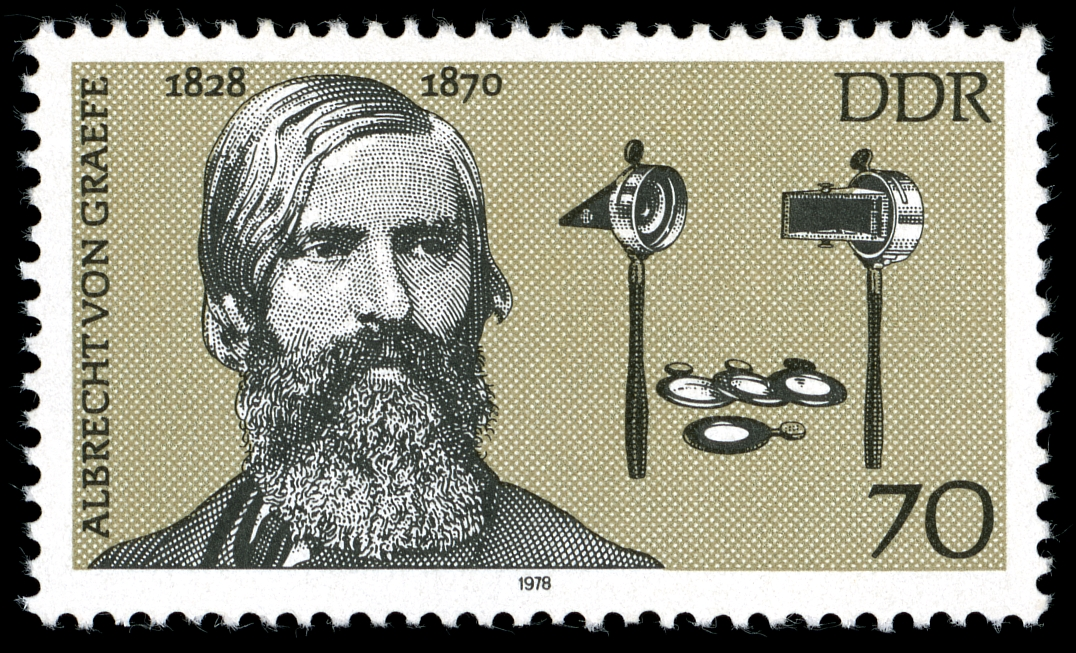
Поштова марка НДР, 1978